# Elversberg

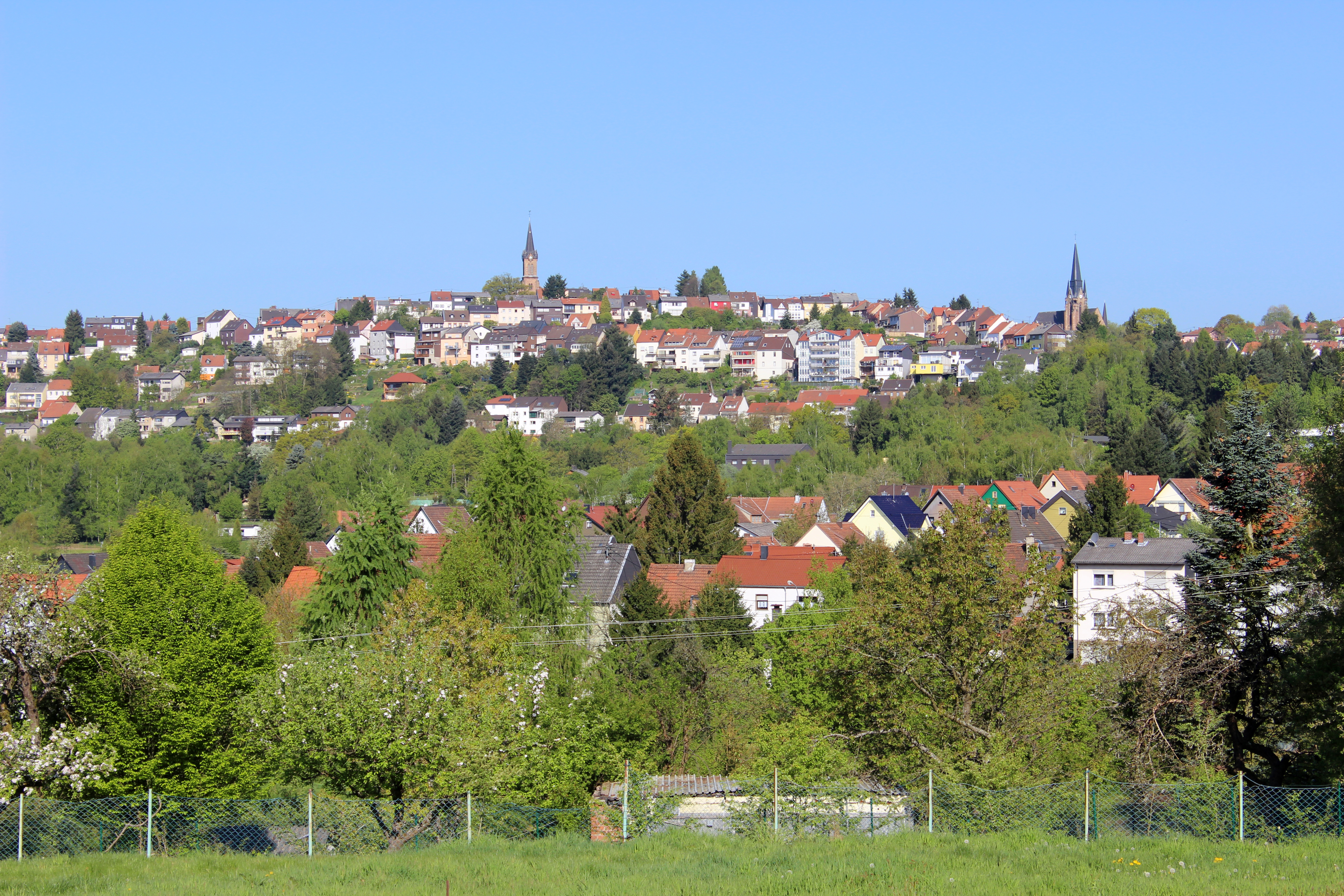
Elversberg

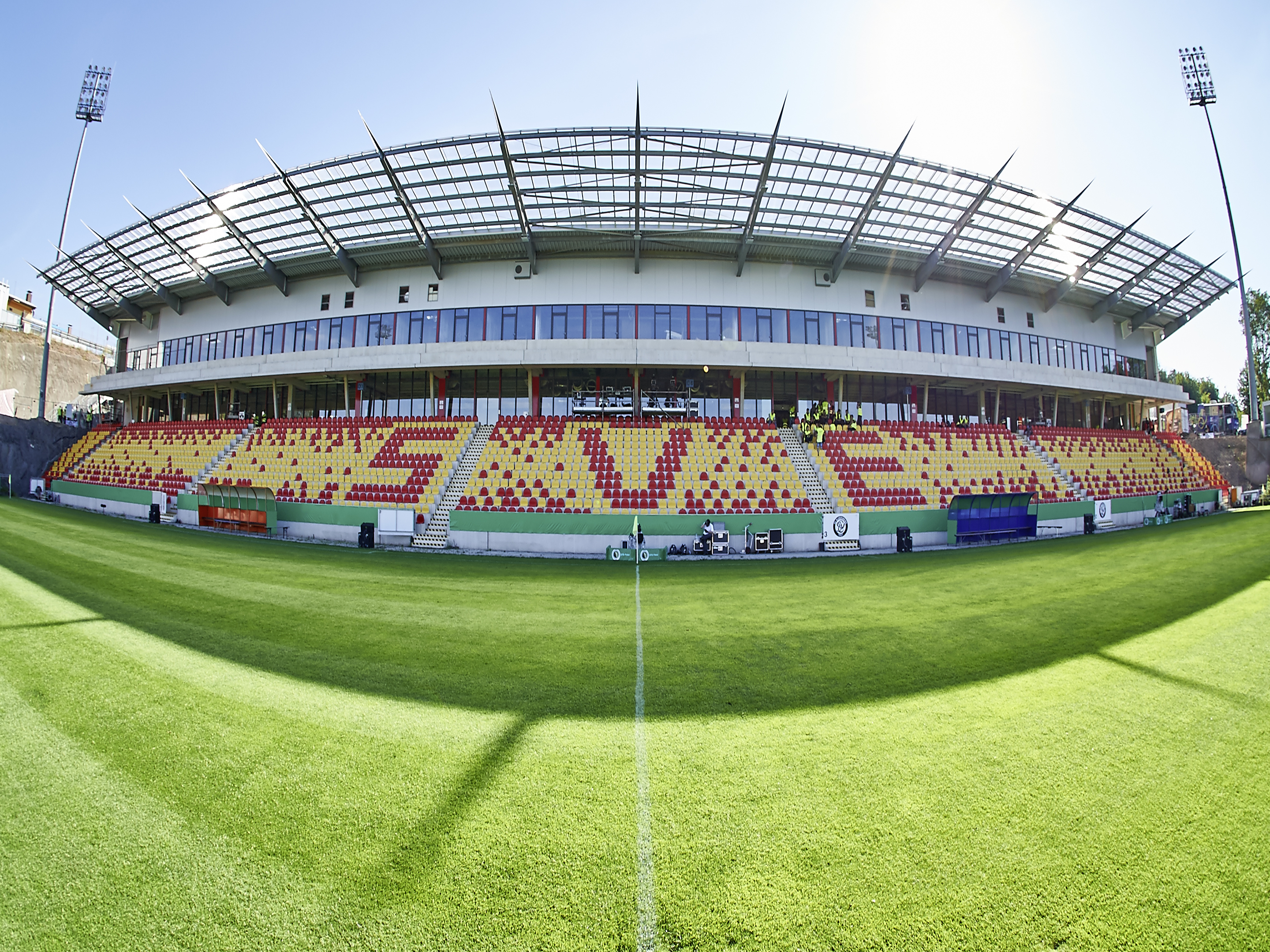
Das Stadion der SV Elversberg

Elversberg ist einer von zwei Ortsteilen der saarländischen Gemeinde Spiesen-Elversberg im Landkreis Neunkirchen und ist rund 15 Kilometer nordöstlich von Saarbrücken gelegen. 2010 hatte der Ortsteil 7.415 Einwohner.

## Geschichte
Die geschichtliche Entwicklung ist eng verbunden mit dem Heinitzstollen, der 1847 angeschlagen wurde. Der damit einhergehende Zuzug vieler Arbeitskräfte mit ihren Familien führte zu einem raschen Wachstum von Elversberg. Elversberg entstand nach 1852 als Kolonistensiedlung für diese nahe gelegene neue Kohlengrube Heinitz. So hatte Elversberg im Jahr 1858 ca. 600 Einwohner, in den 1880er Jahren waren es 3000 und um die Jahrhundertwende bereits 5000. Im Jahr 1971 zählte der Ort über 10.000 Einwohner. 1872 wurde durch eine Kabinettsorder von König Wilhelm I. von Preußen aus gleich großen Bannteilen der Gemeinden Neunkirchen und Spiesen eine neue Gemeinde unter dem Namen „Elversberg“ gebildet.  Der Ort wurde am 1. Januar 1974 Teil der heutigen Gemeinde, als diese im Rahmen der Gebiets- und Verwaltungsreform aus den bis dahin selbständigen Gemeinden Spiesen und Elversberg gebildet wurde.
Bekanntheit genießt der Ort durch den 1907 gegründeten Zweitliga-Fußballverein Sportvereinigung 07 Elversberg, der es am 18. Mai 2025 auf den Relegationsplatz zur Fußball-Bundesliga schaffte.

## Persönlichkeiten
- Werner Schommer (1908–1989), evangelischer Theologe und Leiter der Inneren Mission